# 織田長迢
織田 長迢（おだ ながとお）は、江戸時代前期から中期にかけての高家旗本・茶人。通称は多門、平八郎。官位は従四位下・侍従、隼人正。

## 生涯
高家旗本織田貞置の長男として誕生した。
万治2年（1659年）7月11日、部屋住ながら書院番に召し出された。後に父・貞置が高家に就任したことで解職となった。天和2年（1682年）6月2日、貞置の隠居により家督を相続した。相続の際に弟の貞則に300石を分けたため、家禄は700石となった。天和3年（1683年）2月13日、高家職に就任し、翌月、従四位下・隼人正に叙任された。元禄5年（1692年）3月23日、高家職を辞職し、寄合に所属した。元禄15年（1702年）6月23日に隠居し、次男の長能に家督を譲った。以後、自斎と称した。
享保3年（1718年）1月18日死去、享年77。墓地は東海寺清光院にある。以後、歴代の当主が同院に葬られた。明治期に15基の供養塔が一つにまとめられた。
父の貞置から有楽流の茶道を学んでいる。

## 系譜
- 父：織田貞置
- 母：佐久間正勝娘
- 正室：織田信昌長女
  - 次男：織田長能
- 生母不明の子女
  - 長男：津田長経 - 病気のために嫡子の地位を弟の長能に譲った。長経は津田姓を称し、織田家所領の近江国神崎郡河合寺村に退隠した
  - 長女：鳥居忠丘室